# Косов, Артём Вячеславович
Артём Вячеславович Косов (родился 4 августа 1986, Казань) — российский спортсмен, вице-чемпион Европы по академической гребле

## Биография
Спортом занимался с детства. Отец руководил спортивной школой, а мать играла в баскетбол.
Артём также начал с баскетбола, но после травмы спины перешёл в греблю.
Двукратный вице-чемпион мира среди юниоров (2003 и 2004) в соревнованиях парных четверок.
Участник Олимпиады в Рио-2016 (10-е место M4-).
Участник семи чемпионатов мира. Лучший результат - 5-е место (2015) в соревнованиях восьмёрок и 6-е (2010) – в соревнованиях парных четвёрок.
Участник восьми чемпионатов Европы. Бронзовый призёр в соревнованиях парных двоек 2011 года и вице-чемпион Европы в соревнованиях восьмёрок 2014 года. В 2015 стал бронзовым призёром в соревнованиях восьмёрок, в 2016 – в соревнованиях парных четвёрок.